# Wereldkampioenschap floorball 2002
Het wereldkampioenschap floorball van 2002 werd gehouden van 18 mei tot en met 25 mei in Helsinki (Finland). Het was de 4e editie en Zweden won de titel door Finland in de finale met 6-4 te verslaan.

## Deelnemende landen
| - Zweden - Noorwegen - Denemarken - Duitsland | - Finland - Zwitserland - Letland - Tsjechië |

## Groepsfase

### Groep A
| Nr. | Land       | GW | Win | Gel | Ver | DV | DT | +/- | Pnt |
| --- | ---------- | -- | --- | --- | --- | -- | -- | --- | --- |
| 1.  | Zweden     | 3  | 3   | 0   | 0   | 46 | 3  | +43 | 6   |
| 2.  | Denemarken | 3  | 2   | 0   | 1   | 13 | 17 | -4  | 4   |
| 3.  | Noorwegen  | 3  | 1   | 0   | 2   | 8  | 20 | -13 | 2   |
| 4.  | Duitsland  | 3  | 0   | 0   | 3   | 4  | 31 | -27 | 0   |

| Datum  | Land       | Land       | Uitslag | Periode         |
| ------ | ---------- | ---------- | ------- | --------------- |
| 18 mei | Zweden     | Denemarken | 15 – 2  | (1–1, 7–0, 7–1) |
| 19 mei | Denemarken | Duitsland  | 5 – 0   | (1–0, 2–0, 2–0) |
| 19 mei | Zweden     | Noorwegen  | 13 – 0  | (4–0, 3–0, 6–0) |
| 20 mei | Noorwegen  | Denemarken | 5 – 1   | (1–1, 1–0, 3–0) |
| 20 mei | Duitsland  | Zweden     | 1 – 18  | (0–3, 1–8, 0–7) |
| 21 mei | Noorwegen  | Duitsland  | 8 – 3   | (2–1, 2–1, 4–1) |

### Groep B
| Nr. | Land        | GW | Win | Gel | Ver | DV | DT | +/- | Pnt |
| --- | ----------- | -- | --- | --- | --- | -- | -- | --- | --- |
| 1.  | Finland     | 3  | 2   | 0   | 1   | 19 | 5  | +14 | 4   |
| 2.  | Zwitserland | 3  | 2   | 0   | 1   | 16 | 12 | +4  | 4   |
| 3.  | Tsjechië    | 3  | 2   | 0   | 1   | 14 | 10 | +4  | 4   |
| 4.  | Letland     | 3  | 0   | 0   | 3   | 5  | 27 | -22 | 0   |

| Datum  | Land        | Land        | Uitslag | Periode         |
| ------ | ----------- | ----------- | ------- | --------------- |
| 18 mei | Finland     | Zwitserland | 4 – 1   | (1–0, 2–0, 1–1) |
| 19 mei | Tsjechië    | Finland     | 4 – 3   | (0–1, 4–0, 0–2) |
| 19 mei | Zwitserland | Letland     | 9 – 4   | (3–3, 1–1, 5–0) |
| 20 mei | Finland     | Letland     | 12 – 0  | (3–0, 5–0, 4–0) |
| 20 mei | Zwitserland | Tsjechië    | 6 – 4   | (2–1, 2–1, 2–2) |
| 21 mei | Tsjechië    | Letland     | 6 – 1   | (2–0, 1–0, 3–1) |

### Rechtstreekse uitschakeling
|  | kwartfinale (22 mei) | kwartfinale (22 mei) |          |   | halve finale (24 mei) | halve finale (24 mei) |   |  | finale (25 mei) | finale (25 mei) |
|  |                      |                      |          |   |                       |                       |   |  |                 |                 |
|  |                      |                      |          |   |                       |                       |   |  |                 |                 |
|  |                      |                      |          |   |                       |                       |   |  |                 |                 |
|  | Zweden               | 16                   |          |   |                       |                       |   |  |                 |                 |
|  | Zweden               | 16                   |          |   |                       |                       |   |  |                 |                 |
|  | Letland              | 0                    |          |   |                       |                       |   |  |                 |                 |
|  | Letland              | 0                    | Zweden   | 7 |                       |                       |   |  |                 |                 |
|  |                      |                      | Zweden   | 7 |                       |                       |   |  |                 |                 |
|  |                      | Tsjechië             | 1        |   |                       |                       |   |  |                 |                 |
|  | Tsjechië             | Tsjechië             | 1        | 5 |                       |                       |   |  |                 |                 |
|  | Tsjechië             |                      |          | 5 |                       |                       |   |  |                 |                 |
|  | Denemarken           | 4                    |          |   |                       |                       |   |  |                 |                 |
|  | Denemarken           | 4                    | Zweden   | 6 |                       |                       |   |  |                 |                 |
|  |                      |                      | Zweden   | 6 |                       |                       |   |  |                 |                 |
|  |                      | Finland              | 4        |   |                       |                       |   |  |                 |                 |
|  | Finland              | Finland              | 4        | 7 |                       |                       |   |  |                 |                 |
|  | Finland              |                      |          | 7 |                       |                       |   |  |                 |                 |
|  | Duitsland            | 1                    |          |   |                       |                       |   |  |                 |                 |
|  | Duitsland            | 1                    | Finland  | 5 | derde plaats (25 mei) | derde plaats (25 mei) |   |  |                 |                 |
|  |                      |                      | Finland  | 5 | derde plaats (25 mei) | derde plaats (25 mei) |   |  |                 |                 |
|  |                      | Zwitserland          | 1        |   |                       |                       |   |  |                 |                 |
|  | Noorwegen            | Zwitserland          | 1        | 2 |                       |                       |   |  |                 |                 |
|  | Noorwegen            |                      |          |   |                       | Zwitserland           | 4 |  |                 |                 |
|  | Zwitserland          | 3                    |          |   |                       | Zwitserland           | 4 |  |                 |                 |
|  | Zwitserland          | 3                    | Tsjechië | 3 |                       |                       |   |  |                 |                 |
|  |                      |                      | Tsjechië | 3 |                       |                       |   |  |                 |                 |

#### Kwartfinale
| Datum  | Land        | Land       | Uitslag | Periode         |
| ------ | ----------- | ---------- | ------- | --------------- |
| 22 mei | Zweden      | Letland    | 16 – 0  | (9–0, 5–0, 2–0) |
| 22 mei | Tsjechië    | Denemarken | 5 – 4   | (0–0, 2–1, 3–3) |
| 22 mei | Zwitserland | Noorwegen  | 3 – 2   | (2–1, 0–0, 1–1) |
| 22 mei | Finland     | Duitsland  | 7 – 1   | (3–0, 1–0, 3–1) |

#### Halve finale
| Datum  | Land    | Land        | Uitslag | Periode         |
| ------ | ------- | ----------- | ------- | --------------- |
| 24 mei | Zweden  | Tsjechië    | 7 – 1   | (3–0, 1–0, 3-1) |
| 24 mei | Finland | Zwitserland | 5 – 1   | (2–1, 2–0, 1–0) |

#### Derde plaats
| Datum  | Land        | Land     | Uitslag | Periode              |
| ------ | ----------- | -------- | ------- | -------------------- |
| 25 mei | Zwitserland | Tsjechië | 4 – 3   | (0–0, 3–0, 0–3, 1-0) |

#### Finale
| Datum  | Land   | Land    | Uitslag | Periode         |
| ------ | ------ | ------- | ------- | --------------- |
| 25 mei | Zweden | Finland | 6 – 4   | (2–1, 1–1, 3–2) |

### Eindrangschikking
| #      | Land        |
| ------ | ----------- |
| Goud   | Zweden      |
| Zilver | Finland     |
| Brons  | Zwitserland |
| 4      | Tsjechië    |
| 5      | Noorwegen   |
| 6      | Denemarken  |
| 7      | Letland     |
| 8      | Duitsland   |

## Divisie B

### Groep A
| Nr. | Land      | GW | Win | Gel | Ver | DV | DT | +/- | Pnt |
| --- | --------- | -- | --- | --- | --- | -- | -- | --- | --- |
| 1.  | Rusland   | 3  | 3   | 0   | 0   | 43 | 2  | +41 | 6   |
| 2.  | Hongarije | 3  | 2   | 0   | 1   | 21 | 12 | +9  | 4   |
| 3.  | Singapore | 3  | 1   | 0   | 2   | 4  | 17 | -13 | 2   |
| 4.  | Maleisië  | 3  | 0   | 0   | 3   | 4  | 41 | -37 | 0   |

### Groep B
| Nr. | Land             | GW | Win | Gel | Ver | DV | DT | +/- | Pnt |
| --- | ---------------- | -- | --- | --- | --- | -- | -- | --- | --- |
| 1.  | Oostenrijk       | 3  | 3   | 0   | 0   | 19 | 1  | +18 | 6   |
| 2.  | Verenigde Staten | 3  | 1   | 2   | 0   | 13 | 10 | +3  | 3   |
| 3.  | Australië        | 3  | 1   | 1   | 1   | 12 | 10 | +2  | 3   |
| 4.  | België           | 3  | 0   | 0   | 3   | 5  | 28 | -23 | 0   |

### Groep C
| Nr. | Land      | GW | Win | Gel | Ver | DV | DT | +/- | Pnt |
| --- | --------- | -- | --- | --- | --- | -- | -- | --- | --- |
| 1.  | Estland   | 3  | 2   | 1   | 0   | 17 | 6  | +11 | 5   |
| 2.  | Slovenië  | 3  | 1   | 1   | 1   | 7  | 6  | +1  | 3   |
| 3.  | Nederland | 3  | 1   | 0   | 2   | 11 | 18 | -7  | 2   |
| 4.  | Japan     | 3  | 1   | 0   | 2   | 7  | 12 | -5  | 2   |

### Groep D
| Nr. | Land                | GW | Win | Gel | Ver | DV | DT | +/- | Pnt |
| --- | ------------------- | -- | --- | --- | --- | -- | -- | --- | --- |
| 1.  | Italië              | 3  | 3   | 0   | 0   | 17 | 7  | +10 | 6   |
| 2.  | Polen               | 3  | 1   | 1   | 1   | 15 | 10 | +5  | 3   |
| 3.  | Verenigd Koninkrijk | 3  | 1   | 1   | 1   | 8  | 8  | 0   | 3   |
| 4.  | Spanje              | 3  | 0   | 0   | 3   | 7  | 22 | -15 | 0   |

### Kwartfinale
| Datum  | Land       | Land             | Uitslag | Periode              |
| ------ | ---------- | ---------------- | ------- | -------------------- |
| 22 mei | Rusland    | Slovenië         | 9 – 1   | (3–0, 0–0, 6–1)      |
| 22 mei | Oostenrijk | Polen            | 5 – 1   | (3–0, 0–0, 2–1)      |
| 22 mei | Estland    | Hongarije        | 4 – 3   | (1–2, 1–1, 1–0, 1-0) |
| 22 mei | Italië     | Verenigde Staten | 6 – 2   | (3–1, 0–1, 3–0)      |

### Halve finale
| Datum  | Land       | Land    | Uitslag | Periode              |
| ------ | ---------- | ------- | ------- | -------------------- |
| 22 mei | Rusland    | Italië  | 11 – 4  | (3–2, 4–2, 4–0)      |
| 22 mei | Oostenrijk | Estland | 4 – 3   | (0–2, 3–0, 0–1, 1-0) |

### Finale
| Datum  | Land    | Land       | Uitslag | Periode         |
| ------ | ------- | ---------- | ------- | --------------- |
| 22 mei | Rusland | Oostenrijk | 4 – 3   | (0–1, 1–2, 3–0) |